# Hold On, We're Going Home
Hold on, we're going home is een nummer en single van de Canadese rapper Drake samen met de producers Majid Al Maskati en Jordan Ullman, onder de naam Majid Jordan. Het is de tweede single van zijn derde studioalbum, Nothing was the same.

## Tracklist
| Soort geluidsdrager | Uitgebracht | Tracks                   | Duur |
| ------------------- | ----------- | ------------------------ | ---- |
| Digitale download   | 19-08-2013  | Hold on we're going home | 3:47 |

## Hitnoteringen
| Hitlijst               | Datum van binnenkomst | Hoogste positie | Aantal weken | Laatste notering |
| ---------------------- | --------------------- | --------------- | ------------ | ---------------- |
| Single Top 100         | 24-08-2013            | 12              | 32           | *                |
| Nederlandse Top 40     | 07-09-2013            | 11              | 21           | 25-01-2014       |
| Vlaamse Ultratop 50    | 05-10-2013            | 20              | 17           | 25-01-2014       |
| Waalse Ultratop 50     | 05-10-2013            | 18              | 17           | 01-02-2014       |
| Australische Top 50    | 08-09-2013            | 8               | 18           | 05-01-2014       |
| Deense Top 40          | 16-08-2013            | 4               | 17           | 06-12-2013       |
| Duitse Top 100         | 02-11-2013            | 27              | 6            | 07-12-2013       |
| Franse Top 200         | 24-08-2013            | 12              | 24           | *                |
| Nieuw-Zeelandse Top 40 | 02-09-2013            | 9               | 13           | 25-11-2013       |
| Oostenrijkse Top 75    | 01-11-2013            | 74              | 2            | 29-11-2013       |
| UK Singles Chart       | 17-08-2013            | 4               | 26           | *                |
| Billboard Hot 100      | 24-08-2013            | 4               | 26           | *                |
| Zweedse Top 60         | 13-09-2013            | 22              | 20           | *                |
| Zwitserse Top 75       | 29-09-2013            | 40              | 17           | 19-01-2014       |